# المكتبة العلمية العامة
المكتبة العلمية العامة، من المكتبات التي أُنشئت في بريدة إحدى محافظات منطقة القصيم. 

## موقع المكتبة
تأسست عام 1350هـ ببريدة بجانب الجامع الكبير، وتكونت نواتها الأولى من مكتبة الشيخ فوزان السابق الفوزان الذي أشار عليه الشيخ عمر ابن سليم بوضعها في جامع بريدة، وقد احتوت على أمهات الكتب المخطوطة والمطبوعة، وأيضاً احتوت على كتب الشيخ عيسى بن رميح، وكتب الشيخ عمر بن سليم الموقوفة، وفي عام 1375هـ تم تشييد المبنى الذي تشغله حالياً حيث يعتبر أول مبنى مسلح في بريدة، وقد عمل الشيخ عبد الله بن حميد لرحمهُ الله على العناية بتوفير الكتب والمراجع لهذه المكتبة حتى أصبحت ملتقى لطلاب العلم ومقر لحلقات العلم والمناظرات العلمية فترة من الزمن.

## محتوى المكتبة
تضم المكتبة العديد من المخطوطات منها :
- كشف الغمة في اعتقاد أهل السنة: لايعرف ناسخها ولا تاريخ نسخها، وهي ناقصة تقع في 242 صفحة كُتبت بخط النسخ على ورق حجم كبير
- الكافية الشافية للانتصار للفرقة الناجية: نسخ محمد بن عبد العزيز الصقعبي عام 1302هـ تقع في 269 صفحة حجم كبير.
- مخطوطة بدون عنوان - أحاديث في الفقه ومقسمة إلى عدة أبواب في الفقه تقع في 190 صفحة حجم متوسط.
- مخطوطة في الفقه ذات خط ضعيف حجم صغير تقع في 156 صفحة، لا يعرف مؤلفها ولا ناسخها مكتوب عليها ملك إبراهيم بن عجلان
- مخطوطة في التراجم- تراجم الإمام أحمد بن حنبل وهي ناقصة من الآخر، لا يعرف ناسخها ولاتاريخ نسخها، تهذيب وتلخيص عبد المحسن بن عبيد، تقع في في 231 صفحة من الحجم المتوسط، ملك علي العبد العزيز العجاجي
- مخطوطة شرح السنة-حديث-للبغوي وهي ناقصة من الأول، نسخها عبد الله بن سليمان بن عبد الله بن حمود عام 1221هـ تقع في 308 صفحة حجم متوسط، واضحة الخط مكتوبة بخط النسخ.
- مخطوطة بدون عنوان في الفقه- ومؤلفها مجهول وهي من كتب متفرقة غالباً، ولا يعرف ناسخها ولا تاريخ النسخ 326/ 142صفحة في كتاب واحد، مكتوبة بخط النسخ
- مخطوطة بدون عنوان في الفقه 260 صفحة، لا يعرف ناسخها ولا تاريخ نسخها، مكتوبة بخط النسخ.
- مخطوطة مغنى اللبيب عن كتب الأعاريب في النحو، نسخت عام 1243هـ، لا يعرف ناسخها وهي ناقصة، مكتوبة بخط الرقعة
- مخطوطة في الفقه لكتاب الروح واحوالها والكلام عليها، ناسخها سليمان بن سحمان عام 1322هـ، 325 صفحة مكتوبة بخط النسخ
- كتاب دليل الطالب لنيل المطالب في الفقه، ناسخها بخط النسخ يعقوب بن يوسف عام 1246هـ، 307 صفحة
- كتاب الداء والدواء في الوعظ والإرشاد، لابن قيم الجوزيه، كتبه بخط النسخ عبد الله بن علي الغنيمي عام 1291هـ، 176 صفحة
- غاية المنتهى في فروع الحنابلة، 308 صفحة، لا يعرف ناسخها، مكتوبة بخط النسخ، لا يعرف تاريخها
- الفوائد الضيائية في شرح الكافية - نحو، لابن الحاجب، 303 صفحة، لا يُعرف ناسخها، مكتوبة بخط النسخ، كتب عليها بانها ملك محمد نجيب السويدي عام 1243هـ إبراهيم بن عجلان الحنبلي
- المنتقى في أحاديث الأحكام عن خير الأنام، أبو البركات عبد السلام بن عبد الله، كتبت بخط النسخ، نسخها ناصر السليمان بن سيف، عام 1288هـ، 283 صفحة
- شرح مختصر التعريف في النحو والصرف - للزنجابي عام 655هـ، ناقص من الأول وناسخها بخط النسخ عثمان بن موسى بن خضر بن يوسف ولا يعرف تاريخها، 160 صفحة
- زاد المعاد في هدي خير العباد، ناسخه عبد القادر البعلي الحلبي عام 1091هـ، وهي ناقصة من الأول والآخر، 288 صفحة
- السياسة الشرعية في آداب الراعي والرعية لابن تيمية، نُسخت بخط النسخ، ونسخها سعد بن نبهان بن رشيد بن منصور بن سليمان العايذي، عام 1284هـ، 118 صفحة وغيرها من المخطوطات.[3]

## مبنى المكتبة
صرح أمين المكتبة الشيخ محمد الدبيخي أن المكتبة ستنتقل إلى الموقع المقرر له أمام المعهد الزراعي طريق المدينة المنورة، والجدير بالذكر أن أول من عمل بالمكتبة العلمية العامة ببريدة هو الشيخ محمد بن ناصر العبودي حيث تتمثل مهمته في فهرسة الكتب، والإرشاد إلى المراجع المتوفرة بالمكتبة، وإحضار المصادر لبعض العلماء الذين من عادتهم الاجتماع في المكتبة من أجل بحث قضية أو مسألة علمية معينة، ومن إعادتها إلى اماكنها فور الانتهاء منها، وكان يتقاضى مقابل عمله راتباً شهرياً 40 ريالاً، إضافةً إلى 12 ريالاً تُضاف إلى الراتب كمكأفاة تصرفها الدولة تشجيعاً لطلب العلم.